# Xã Locust, Quận Columbia, Pennsylvania
Xã Locust (tiếng Anh: Locust Township) là một xã thuộc quận Columbia, tiểu bang Pennsylvania, Hoa Kỳ. Năm 2010, dân số của xã này là 1.404 người.